# 27 de julho nos Jogos Olímpicos de Verão de 2012
27 de julho de 2012 nos Jogos Olímpicos de Verão de 2012 é o terceiro dia de competições e dia da cerimônia de abertura. Somente foram disputadas provas do tiro com arco.
O tiro com arco é um dos esportes olímpicos que poderá ser visto gratuitamente, mas as fases preliminares (primeiro evento disputado na capital britânica) foram fechadas ao público. Mesmo assim, cerca de 50 pessoas compram entradas falsas e, ao chegarem para assistir as provas, não puderam entrar. Segundo um porta-voz da organização dos Jogos (Locog), "As entradas não foram vendidas pelo Comitê Organizador". No próximo dia de competições será possível entrar gratuitamente nas provas de tiro com arco, disputado no Lord's Cricket Ground.

## Esportes
- Tiro com arco

## Destaques do dia

### Tiro com arco
Individual masculino
Foram disputados o ranqueamento e o atleta Dong Hyun Im da Coreia do Sul bateu o primeiro recorde desta edição ao marcar 699 pontos, em 720 possíveis. Como ele possui apenas 10% da visão em uma das vistas e 20% na outra, é legalmente considerado cego. Além disso, enxerga apenas as cores do alvo, o que torna o recorde alcançado ainda mais extraordinário. O atleta do Brasil, Daniel Xavier, ficou na 51ª colocação. Ele teve problema com a alça de mira antes de começar e só conseguiu o acerto na última série de ensaio. Ele somou 653 pontos após disparar as 72 flechas, em 12 séries de seis cada.
O sul-coreano Bubmin Kim também superou a antiga marca fazendo 698 pontos. O recorde olímpico, 684 pontos, vigorava desde Atlanta 1996, com o atleta italiano Michele Frangilli.
Equipes masculinas
No ranqueamento por equipes, a Coreia do Sul também bateu o recorde mundial, com 2.087 pontos em 216 flechas. A França terminou em segundo, com 2.021 pontos, e a China em terceiro, com 2.019, superando os Estados Unidos no desempate.
Individual feminino
Equipes femininas